# Hôpital Ambroise-Paré (Boulogne-Billancourt)
Pour les articles homonymes, voir Hôpital Ambroise-Paré.
L'hôpital Ambroise-Paré est un hôpital universitaire de l'Assistance publique - Hôpitaux de Paris (AP-HP) situé dans le périmètre entre l'avenue Charles-de-Gaulle, la rue des Menus, la rue du Bac et le parc Edmond-de-Rothschild et la villa Alexandrine à Boulogne-Billancourt dans les Hauts-de-Seine, affilié à l'université Paris-Saclay.
Il porte le nom d'Ambroise Paré, chirurgien du roi, considéré comme le père de la chirurgie moderne.

## Histoire
Il a reçu ce nom en 1921 quand l'APHP a racheté avec l'aide financière de la municipalité le sanatorium privé du docteur Paul Sollier et de sa pionnière de femme Alice Mathieu-Dubois, situé entre la Seine et la rue Castéja, alors célèbre maison de santé, quelque peu mondaine, qui avait accueilli Marcel Proust et la comtesse Anna de Noailles .
En 1944, il fut prévu de reconstruire l'hôpital Ambroise-Paré, détruit par des bombardements durant la Seconde Guerre mondiale, à l'emplacement de la cour, elle aussi endommagée, du château Rothschild situé dans la commune. La décision, entérinée 1948 par le ministère de la Reconstruction, fut opposée par la propriétaire Miriam-Alexandrine de Rothschild. En 1951, le classement aux monuments historiques du petit château de Buchillot, situé dans le domaine, puis le classement du parc du château aidèrent à protéger le domaine,,. Finalement, la baronne accepta en 1962 l'expropriation et céda les six hectares demandés. L'édification de l'hôpital commença en 1965 et fut terminée en 1969.
Il a été agrandi en 2007 par adjonction d'une nouvelle aile de chirurgie viscérale.
L'hôpital emploie[Quand ?] 1 922 personnes dont 431 de personnel médical et 1 492 de personnel non médical.
L'hôpital est partenaire de l'université de Versailles – Saint-Quentin-en-Yvelines en cancérologie et onco-hématologie.

## Personnalités liées à l'hôpital Ambroise-Paré
- Hachimi Nait-Djoudi y a exercé
- Denis Savignat
- Eddie Barclay
- Claude Jade
- Ary Lochakov (1892-1941), peintre de l'École de Paris y est décédé
- L'universitaire Jacqueline de Romilly y est décédée[9].
- Georges Mathieu
- La résistante Carme Ballester (1900-1972) y est décédée[10].